# HAK Association
Die HAK Association (portugiesisch Associação Hak, tetum Asosiasaun HAK, ehemals Yayasan HAK) ist eine osttimoresische Nichtregierungsorganisation. HAK ist eine Abkürzung für die indonesischen Worte „Hukum“ (deutsch Gesetz), „Hak Asasi“ (Grundrechte) und „Keadilan“ (Gerechtigkeit). Die HAK Association hat ihren Sitz in der Rua Karketu Mota-ain (ehemals Rua Gov. Serpa Rosa), Bairo Farol in Dili. Zweigstellen, sogenannte Volkshäuser, gibt es in Baucau, Maubisse und Maliana.

## Geschichte und Tätigkeiten
Die HAK Association wurde am 20. August 1996 durch osttimoresische Aktivisten als ein Büro zur Rechtsberatung gegründet. Osttimor stand seit 1975 unter indonesischer Besatzung. Die HAK Association bot festgenommenen Unabhängigkeitsaktivisten Rechtshilfe an. Zudem versuchte sie die Weltöffentlichkeit auf die Menschenrechtsverletzungen durch die indonesischen Besatzer aufmerksam zu machen. Am 23. März 1997 folgte die Umwidmung des Büros in die HAK Foundation, aus der im November 2002, im bereits unabhängigen Osttimor, die heutige HAK Association wurde.
Seit dem Abzug der Indonesier im September 1999 arbeitet die HAK für die Realisierung einer osttimoresischen Gesellschaft, deren Ordnung auf der Souveränität des Volkes beruht und die autark, offen und demokratisch ist.
2016 prangerte Amnesty International Schikanen, die HAK Association durch Sicherheitskräfte ausgesetzt gewesen seien. Manuel Monteiro Fernandes, der geschäftsführende Direktor, hatte Amnesty berichtet, dass ihn mehrmals die Polizei (PNTL) wegen der Durchführung friedlicher Demonstrationen während des Staatsbesuchs des indonesischen Präsidenten am 26. Januar angerufen habe. Die HAK Association hatte zusammen mit anderen lokalen Nichtregierungsorganisationen zur friedlichen Demonstration am Besuchstag aufgerufen, bei denen gefordert werden sollte, dass die Regierungen Osttimors und Indonesiens die Verfolgung der während der indonesischen Besatzung zwischen 1975 und 1999 begangene Verbrechen gegen die Menschlichkeit fortzutreiben. Bisher steht auch für die Regierung Osttimors die Aussöhnung mit dem Nachbarn im Vordergrund. Dazu sollen die Empfehlungen der Wahrheits- und Freundschaftskommission von 2008 umgesetzt werden. Am 26. Januar, seien zwei Soldaten der Verteidigungskräfte Osttimors (F-FDTL) in das Büro der HAK Association in Dili gekommen und forderten, die Räumlichkeiten als Sicherheitsstützpunkt nutzen zu können, da sich in der Nähe des Büros die indonesische Botschaft befindet. Fernandes verweigerte die Nutzung des Büros. Einer der Soldaten forderte einen anderen Mitarbeiter der HAK Association auf,  unverzüglich sein T-Shirt auszuziehen, auf dem „Freiheit für Westpapua“ stand. Die Unabhängigkeitsbewegung der von Indonesien 1963 annektiert wurde und in Osttimor viele Sympathien hat, ist für Indonesien ein heikles Thema. Amnesty forderte aufgrund des Vorfalles an den Justizminister Osttimors, den Ständigen Vertreter Osttimors bei den Vereinten Nationen in Genf und den Ombudsrat für Menschenrechte und Recht (PDHJ), dessen Vorsitz der ehemalige HAK-Mitarbeiter Silverio Pinto Baptista innehatte, und den Honorarkonsul Osttimors in Deutschland zu schreiben.

## Ziele
Die HAK Association hat fünf Hauptziele formuliert:
- Erstellung von Programmen und politischen Empfehlungen, zur Durchsetzung und Schutz der Menschenrechte
- Stärkung sozialer Gruppen und Schutz von Opfern von Menschenrechtsverletzungen
- Schutz der Kreativität, des Wissens, der Vermögenswerte und der Interessen der Gesellschaft
- Stärkung des Netzes für die Durchsetzung der Menschenrechte
- Entwicklung der Organisation, um Aktivitäten effizient und effektiv umsetzen zu können

## Organisation
Die HAK Association arbeitet auf drei Ebenen: Aufbau einer nationalen Politik, Stärkung der Menschenrechte und Stärkung der der Bevölkerung. Grundwerte der Organisation sind Humanität, Gleichheit, Gerechtigkeit für die Menschen und Demokratie auf Basis von Solidarität, Beteiligung, Freiheit und Verantwortung.
Eine Mitgliedergeneralversammlung ist das höchste Entscheidungsorgan der HAK Association. Sie setzt die Programmrichtlinien fest und erhält vom Exekutivgremium und dem Repräsentantenrat der Mitglieder Berichte. Bei der Jahreshauptversammlung der Mitglieder werden die bisherigen Unternehmungen geprüft und Neumitglieder bestätigt. Der Repräsentantenrat, der aus neun Personen besteht, überwacht die Umsetzung der Programmrichtlinien durch das Exklusivgremium.
Die HAK Association unterteilt sich in sechs Abteilungen:
- Policy Advocacy
- Rechtshilfe
- Forschung und Dokumentation
- Stärkung der Gemeinschaft
- Mitgliederbetreuung
- Institutionelle Unterstützung

## Führende Mitglieder

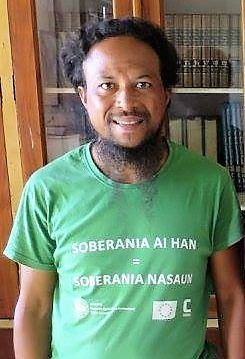
Manuel Monteiro Fernandas (2017), Direktor der HAK Association

Zu den Gründern der HAK gehören Aniceto Guterres Lopes, Arlindo Marçal und Joaquim da Fonseca.
Mitglieder des Repräsentantenrates waren 2004:
- Pendeta Francisco Vasconcelos (Moderator der Timor Leste Christian Church)
- Aniceto Guterres Lopes (Anwalt, ehemaliger Direktor der HAK, Moderator der Empfangs-, Wahrheits- und Versöhnungskommission von Osttimor, Vertreter der Nichtregierungsorganisationen im National Council)
- Abdullah Hadi Sagran (Manager des Zentrum der Islamischen Gemeinschaft Osttimors)
- Arlindo Marçal (Politiker)
- Adaljíza Magno (Politiker)
- Jacinta Correia da Costa (Richterin am Tribunal de Recurso de Timor-Leste)
- John Campbell-Nelson (Professor, ehemals in der Solidaritätsbewegung für die Unabhängigkeit Osttimors aktiv)
- Kerry Brogan (Menschenrechtsaktivist, mehrere Jahre bei Amnesty International, verheiratet mit Arsénio Bano[5])
- Remezia de Fátima (Staatsanwältin)

José Luís de Oliveira war von 2002 bis 2006 Direktor der HAK. Im Januar 2017 war Manuel Monteiro Fernandas Direktor. Stellvertretender Direktor war von 2003 bis 2005 Silverio Pinto Baptista, ab 2013 Sisto dos Santos, der von 2021 bis zu seinem Tode 2023 den Vorsitz übernahm. Ihm folgte Felisiano da Costa Araújo.
Ein weiterer Anwalt der HAK war Rui Pereira dos Santos.